# Golem (álbum re-edición)
Golem es el tercer álbum de la banda chilena de pop rock Golem, lanzado en diciembre de 2005, bajo el sello discográfico Sello Azul. Este álbum nace como una reedición al álbum Golem, sin embargo posee temas inéditos: Croire, Vrai y Si no estás.

## Canciones
1. Segundos
2. Fiel
3. Allí está
4. Mariposas
5. Anhelos
6. Volar
7. Tal vez
8. Ser
9. Hojas secas
10. No llores
11. Creer
12. Detén el tiempo
13. Sueños
14. Detén el tiempo 2005
15. Croire
16. Vrai
17. Si no estás